# Madzsong (négyszemélyes játék)
A kínai dominónak is nevezett madzsong (egyszerűsített kínai: 麻将; hagyományos kínai: 麻將; pinjin: má jiàng, magyaros: ma csiang) egy négyszemélyes kombinációs játék, és a römivel áll rokonságban.
Kínában a madzsong nem pusztán időtöltés, használják arra is, hogy fölmérjék például egy új munkatárs, vőlegény vagy üzleti partner eszességét, ügyességét.

## Kövek, honőrök, zsetonok
A játékkészlet 144 kőnek vagy cserépnek nevezett elemből áll, melyeket az alábbiak szerint oszthatunk fel:
- Közönséges kövek – 4-4 sorozat bambusz, karakter (írás) és kör rajzolatú kövek (1-9-ig).

 Bambusz
 Írás
 Kör
- Egyszerű honőrök – 4 keleti-, déli-, nyugati-, és északi szél

- Felső honőrök – 4 vörös-, zöld-, és fehér sárkány

- Legfőbb honőrök – 4 virág és 4 évszak

 évszakok
 virágok
A kövek rajzolata változhat, az itt láthatók tipikusnak tekinthetők. Az évszakok és virágok a fentiektől teljesen eltérők is lehetnek. A bambusz sorozat 1-es értékű kövén egy madár képe látható.
Eredményjelző zsetonok (keskeny, lapos rudacskák) tartoznak még a készlethez négy különböző értékben (2, 10, 100 és 500 pont), továbbá egy keletiszél-jelző táblácska és 4 szokványos dobókocka.
(Az itt leírt készlet az angol madzsong készlete, az amerikai madzsongban több kő, például dzsókerek is vannak, a kínai készletben nincsenek évszakok és virágok.)

## Szabálya
(Az alábbiak az angol szabályok, amelyek a kínai szabályokhoz állnak közel. Az amerikai szabályok ettől erősen eltérnek, pl. 16 illetve 17 követ osztanak, és a madzsong is 5 csoportból és egy zárópárból áll.)
A négy játékos az égtájaknak megfelelően az északi szél, keleti szél, stb. neveket kapja, aminek az a jelentősége, hogy mindegyikük számára értékesebb a saját szele és a virágok - évszakok közül is egy-egy:
- a keleti szélhez tartozik a tavasz és a szilva nevű virág (1-es),
- a déli szélhez a nyár és az orchidea nevű virág (2-es),
- a nyugati szélhez az ősz és a krizantém nevű virág (3-as),
- az észak szélhez a tél és a bambusz nevű virág (4-es).

A játék osztással (lásd: Előkészületek) kezdődik, melynek során a játékosok 13-13 követ kapnak (a keleti szél 14-et). Ezután a keleti szél egy követ rajzolattal fölfelé lerak, a tőle jobbra ülő játékos pedig húz (esetleg felveszi a lerakott - dobott - követ, ha az illik az övéihez), majd így folytatódik a játék az óra járásával ellenkező sorrendben húzva (felvéve) és dobva (lerakva).
Háromféle csoport létezik: a terc vagy pung (három egyforma kép), a kvart vagy kong (négy egyforma kép), a sor vagy chow (csao, három egymást követő kép egy sorozatból). A madzsong (más néven haola) négy csoportból és egy zárópárból áll. Ez leggyakrabban 14 kő, vagyis aki madzsongot ér el, már nem kell dobnia.
Egy játék akkor ér véget, ha egy játékos összeállít egy 'madzsongot', vagy ha elfogynak a húzható kövek: a fal. A madzsongos játékos nem fizet, viszont madzsongja értékét az elszámolás szerint minden játékostól megkapja. Ebben az értelemben a madzsongos győz.
Ha nincs madzsongos, akkor mindenki mindenkivel elszámol: megkapja az összes többi játékostól a kövei értékét. A keleti szél duplán fizet és duplán kap.
Előfordulhat, hogy egy nem madzsongos kéz (a játék végén megmaradt 13 kő) többet ér, mint a madzsong, tehát nem biztos, hogy egy adott játékban a madzsongos kapja a legtöbb pénzt (eredményjelző rudacskát).
Ha a keleti szél nem madzsongos, akkor az égtájak eggyel jobbra (órajárás irányával szembe) vándorolnak. Ha madzsongos, akkor ő marad a keleti szél.
A játszma (játéksorozat) a játékosok megállapodása szerint ér véget, amikor is megszámolják, kinek van a legtöbb pénze (eredményjelző rudacskája), őt hirdetik ki nyertesnek.

## Előkészületek

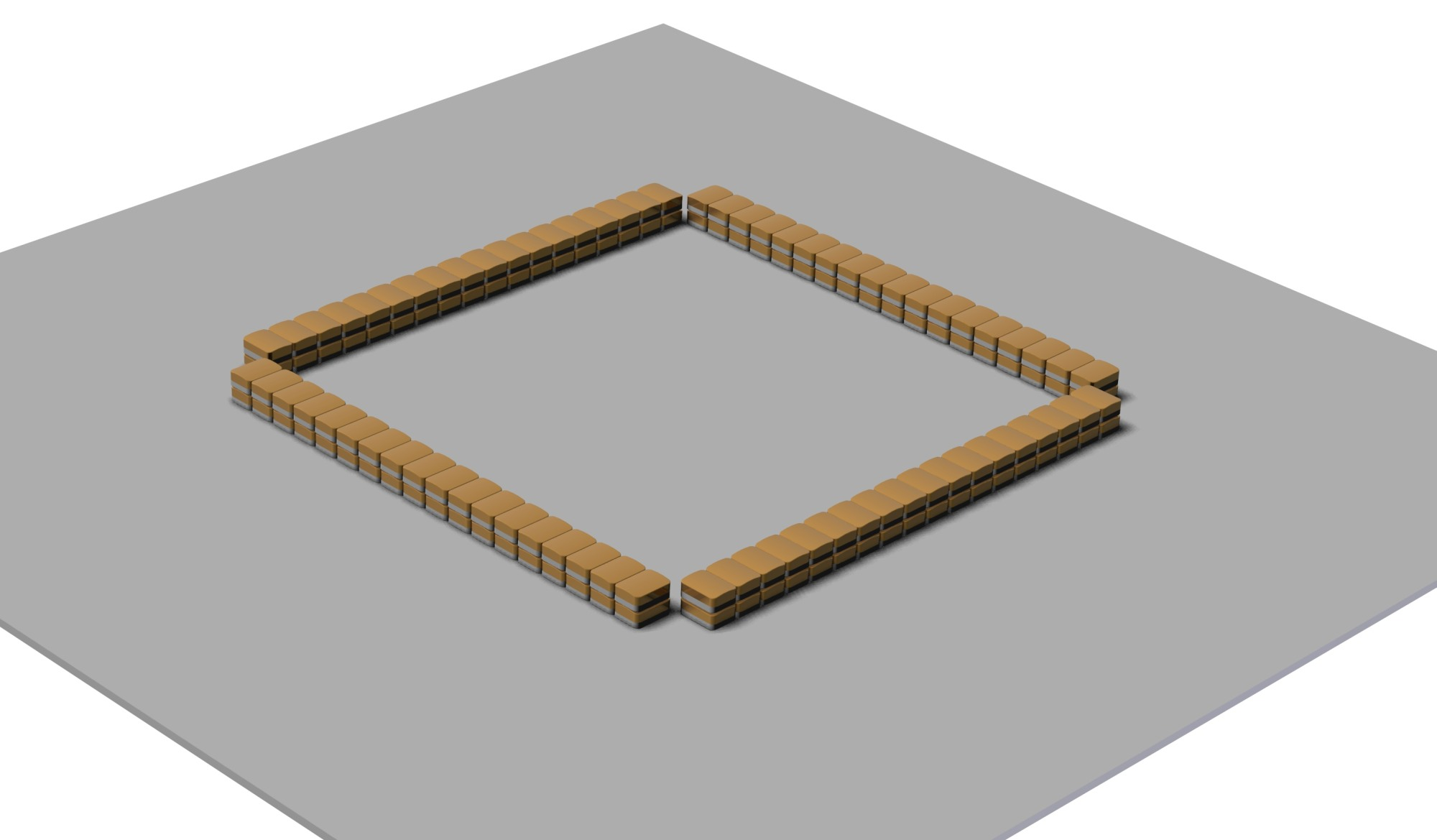
A madzsong fal a játék kezdetén

A kártyapaklit meg kell keverni, a madzsongköveket pedig meg kell mosni: rajzolattal lefelé fektetve az asztalon mind a 144 követ jól össze kell kavargatni.
Ezután fel kell építeni a falat (kínai játékról van szó): négy szegmens 2-2 rétegben 36-36 követ tartalmaz.
Az első játék előtt meg kell határozni, ki lesz először keleti szél: szokás, hogy a legidősebb játékos legyen, de a dobókockákkal is meg lehet állapítani:
- két kockával sorban mindenki dob, és a legmagasabb dobás végzője lesz a keleti szél.

A vele szemben ülő lesz a nyugati, a keleti széltől jobbra ülő játékos lesz a déli, és vele szemben lesz az északi szél. Ez az elrendezés a természetes elrendezés fordítottja: a kínai tradíció szerint a madzsongban az égtájakat az égre nézve tapasztalható sorrendben alkalmazzák.
Most a keleti szél a két dobókockával dobva megállapítja a játszma szelét, azt az oldalt (égtájat), ahonnan az osztás kezdődik.
- A dobás értékét a játékosokon kiszámolja: saját magán kezdve az óramutató járásával ellentétes irányban. Pl. 2-es (1+1) dobás esetén a tőle jobbra ülő déli szél, 5-ös (4+1 vagy 2+3) dobás esetén saját maga lesz a játszmaszél. A többi lehetőség értelemszerűen adódik.

A játszmaszél megállapításhoz használt dobást megőrzik, a játszmaszél-játékos pedig (az osztó) a másik két dobókockával dobva megállapítja, hogy a saját falszegmensén belül hol végződjön az aktuális játék során a fal. Dobásának értékét hozzáadja a játszmaszél megállapításához használt értékhez. Ezért őrizték meg a dobást, és ezért kell a madzsong készletbe 4 dobókocka. Ezt az összeget az előtte levő falszegmens jobb oldalától kezdve végigszámolja, és ahova esik, ott a falat kissé elválasztja. A neki jobb oldalra eső rész lesz a fal vége, a pótkövekkel, a bal oldalra eső részből fog osztani. Négy kockával dobva elég gyakran előfordul hogy az összeg 18-nál nagyobb, ekkor a játszmaszél (égtáj) falszegmensének jobb végétől indított számolást folytatni kell a következő szegmensen.
A jobb oldali részből, a fal végéből az osztó leválaszt 14 követ (7 kis oszlopot, egy haolányi mennyiséget), ezek lesznek a pótkövek (halott kövek), ennyinek meg kell maradni a játék végén. A játék során a pótkövekből bizonyos esetekben kapnak a játékosok, de ezt az aktív falból mindig pótolni kell. A 7 kis oszlop bal végén levő két követ az osztó a már csak 6 oszlopos kis pótkőfal tetejére helyezi: ezeket lehet elvenni. Ha ez a kettő elfogy, akkor az aktív falból (jobbról) áthúzott két kővel ki kell egészíteni a pótköveket, és a bal oldali kettőt ismét a pótkő-faldarabka tetejére kell tenni.

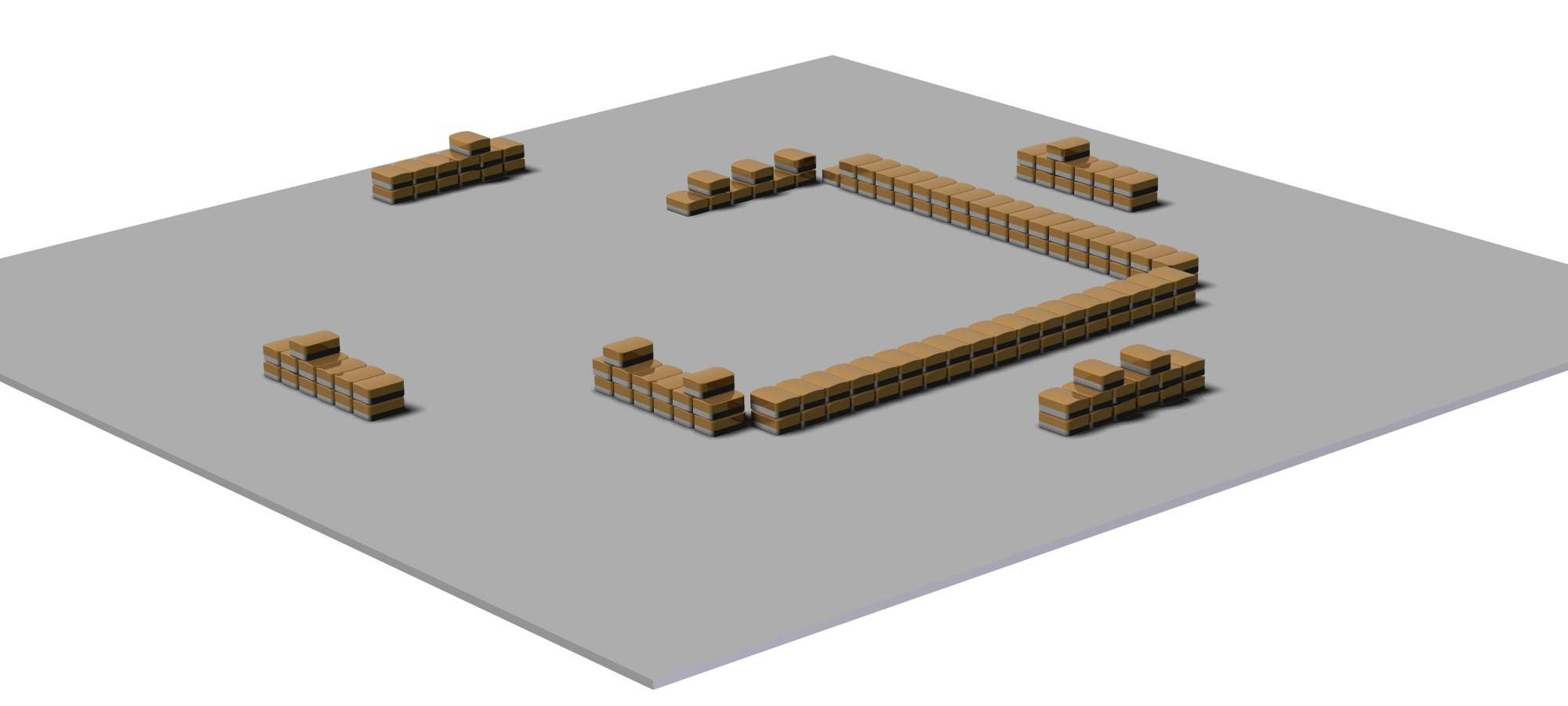
Osztás utáni állapot

A pótkövektől balra eső falszakaszból kell osztani, mindig a keleti szélnél kezdve, az óramutató járásával megegyező ( a játék menetével ellentétes) irányban. Mindenki 13 követ kap, a keleti szél 14-et.
Elterjedt szokás négyesével osztani, a harmadik menet (12 kő) után pedig már csak egyet-egyet, a fal felső rétegéből kiszedett minden második követ. Ez a hullámzás.
A képen egy játék kezdete látható az osztás után. A jobb oldali játékos a keleti szél: neki van 14 köve. A tőle balra ülő az északi szél, aki ebben az esetben a játszmaszél. (A dobások összértéke 6 volt.)

## Különleges madzsongok (haolák)
Léteznek rendkívül magas értékű madzsongok, melyeknek a kínai szabályok szerint külön nevük van. Például
- a fejek és lábak: egyesekből és kilencesekből álló pungok (tercek) és-vagy kongok (kvartok), és egy bármilyen pár),
- a négyszeres boldogság: a négy szél kong (kvart), és vele bármilyen pár,
- a három, vagy nagy tudós: három sárkány-kong (kvart), egy bármilyen kong (kvart), és hozzá bármilyen pár.

### Mesterjátékok
A 14 kőből egyéb, különleges (nagyon ritkán elérhető) kombinációk is összeállíthatók, ezek a mesterjátékok, amelyekért a játszma előtt megállapodott limit, a legmagasabb kifizetés jár. Ilyen például
- a hét iker, avagy párjáték, amikor 7 db párból áll össze a madzsong,
- a 13 árva avagy  páratlan játék: mindhárom szín 1-ese és 9-ese, mindhárom sárkányból egy, mind a 4 szélből egy - és az előzőek közül egy tetszőleges kő.

## Nemzeti változatok
Kínai madzsong: a készletben nincsenek virágok és évszakok, ezért az csak 136 kőből áll. Így a falak is csak 34 - 34 kőből épülnek föl.
Japán madzsong: a játszmában az nyer, aki a leghamarabb haolázik, és csak ezt a haolát számolják el, egymás között nem.
Amerikai madzsong: a készletben joker kövek is szerepelnek, 16 kővel játszanak, minimum 17 kőből (5 formációból és egy zárópárból) áll a haola.

## Számítógépes változatai
Számítógépen is elterjedt játék. Ezt egyedül lehet játszani és a szabályok is mások. A játék elején egy halomba vannak rakva egymáson a kockák. A legtöbb kockából négy van (a növényesből, évszakosból egy-egy). Két egyforma kocka akkor szedhető le, ha mindkettő mozdítható, azaz nincs rajta másik kocka és nem veszik körül két, egymással szemközti oldalról más kockák. A cél az összes kocka leszedése. Elvileg minden feladvány megoldható, amit a gép ad, de vannak könnyebbek és nehezebbek.